# H. K. Screen Art
H. K. Screen Art (Cantonés: 銀藝特技製作公司 Jyutping: ngan4 ngai6 dak6 gei6 zai3 zok3 gung1 si1) era una compañía de animación por computadora en Hong Kong que producía efectos especiales para películas a mediados de los años ochenta, principios de los noventa y en los años 2000.

## Filmografía de efectos especiales
- Love Me Vampire (1986)
- Penumpas Ajaran Sesat (1991)
- Powerful Four (1992)
- Chinese Heroes (2001)
- Fantasia (2004)